# Марсіанський зсув часу
«Марсіанський зсув часу» (англ. Martian Time-Slip) — науково-фантастичний роман американського письменника Філіпа Діка 1964 року. У романі використовується поширена науково-фантастична концепція людської колонії на Марсі. Однак він також включає теми психічних захворювань, фізики часу та небезпеки централізованої влади.
Роман був вперше опублікований під назвою «Всі ми, марсіани» в серпневому, жовтневому та грудневому випусках журналу Worlds of Tomorrow за 1963 рік. Наступна публікація 1964 року під назвою «Martian Time-Slip» є практично ідентичною, з різними розривами розділів.

## Короткий зміст сюжету
Джек Болен — ремонтник, який емігрував на Марс, щоб врятуватися від нападів шизофренії. Живе з дружиною та маленьким сином, живе на околиці одного з населених пунктів. Марс — колонія, що бореться, де конфлікти з перенаселеної Землі (багато в чому засновані на відносинах часів холодної війни) вільно проєктуються на планету. Однак, щоб заохотити інвестиції та міграцію з Землі, найбільші проблеми колонії тримаються в секреті. Однією з цих проблем є те, що космічні подорожі спричиняють генетичні мутації та «ненормальні народження».
Болен випадково зустрічається з Арні Коттом, затятим лідером профспілки працівників водопостачання, коли вертольоти Болена та Котта викликають на допомогу групі критично зневоднених блікменів, корінних мешканців Марса, які вважаються генетично подібний до готтентотів Землі. Болен дорікає Котту за його вагання допомогти блікменам, що розлютило Котта. За його допомогу блікмени дарують Болену священну «водяну відьму», яка, як кажуть, захистить його.
Після розмови зі своєю колишньою дружиною Енн Естерхазі про їхню власну «аномальну» дитину, Котт дізнається про теорії доктора Мілтона Ґлауба, психотерапевта в таборі Бен-Гуріон, закладу для людей з глибокими порушеннями розвитку. Ґлауб вважає, що психічні захворювання можуть бути зміненими станами сприйняття часу. Котт зацікавився Манфредом Штайнером, хлопчиком-аутистом у таборі BG, сподіваючись, що хлопець зможе передбачити майбутнє — навичка, яку Котт знадобить у своєму бізнесі. Батько Манфреда, Норберт Штайнер, був популярним імпортером контрабандних предметів розкоші, який щойно покінчив життя самогубством. Потім Котт робить крок, щоб взяти на себе бізнес, без відома помічника Норберта, Отто Зітте.
Котт просить доктора Ґлауба позичити йому Манфреда (тепер уже безбатченка), щоб той міг побудувати машину, яка сповільнить його взаємодію з людьми і дозволить Манфреду спілкуватися з ними (і таким чином, щоб Котт також знав майбутнє). Для цього завдання Котт орендує (а згодом викуповує) контракт Болена у його нинішнього роботодавця, щоб той міг працювати над створенням пристрою повний робочий день. Болену подобається Манфред, але це завдання викликає у нього стрес, оскільки він боїться, що контакт з психічно хворим може призвести до рецидиву. У Болена також починається роман з коханкою Котта, Дорін Андертон.
Оповідь розгортається від імені Манфреда, який боїться майбутнього, яке бачить лише він сам, — старезного старого, прикутого до ліжка на апараті життєзабезпечення, що живе у занедбаному медичному комплексі під назвою «AM-WEB», очевидно, звалищі для таких забутих людей, як він сам. Пізніше ми дізнаємося, що він одержимий цією візією і тому не може зосередитися на сьогоденні.
Тим часом батько Болена, Лео, багатий спекулянт із Землі, прибуває, щоб претендувати на, здавалося б, нікчемний гірський хребет Франкліна Д. Рузвельта, отримавши інсайдерську інформацію про те, що Організація Об'єднаних Націй планує побудувати там величезний житловий комплекс. Котт дізнається, що приїхав спекулянт з вигаданим ім'ям, і стає одержимим ідеєю з'ясувати, де вони купують землю, щоб купити її першим (прогнози Манфреда стають головним механізмом для виконання цього завдання).
Під час поїздки з батьком на полігон Болен бере з собою Манфреда, який малює малюнок, поки вони відстоюють свої права на землю. На малюнку зображені майбутні житлові комплекси, але в напівзруйнованому стані, далеко в майбутньому. Болен розуміє, що Манфред справді може передбачати майбутнє, і пов'язує назву «AM-WEB» на будівлі з тим, як називають кооперативні житлові комплекси на Землі.
Виконуючи попередній ремонт, Болена відправили обслуговувати симулякри в державній школі, де уроки проводяться за допомогою роботизованої симуляції історичних персонажів. Ці цифри глибоко тривожать Болена, оскільки вони нагадують йому його власні шизоїдні епізоди, коли він сприймав людей навколо себе як неживих роботів. Коли він бере Манфреда до школи під час виконання завдання, симулякри починають дивуватися, оскільки здається, що Манфред змінює їхню функціональність. Болена просять забрати Манфреда, але потім він отримує психотичний розрив, дивлячись на світ з точки зору Манфреда, а потім страждає від виснажливої паніки. Доктор Ґлауб прибуває, щоб вивести їх обох, і попереджає Болена уникати Манфреда, оскільки він призведе його до постійного психозу.
Потім оповідь переходить до суті історії — зустрічі Котта, Болена і коханки Котта, Дорін, у будинку Котта, з Манфредом на буксирі. Болен показує Котту майбутній малюнок Манфреда і пояснює, що його батько був спекулянтом з Землі, який вже зареєстрував купівлю всієї серії FDR. До цієї зустрічі він не мав жодного уявлення про те, чим займається Котт, і просить вибачення за непорозуміння. Цей епізод фактично переглядається тричі, в послідовних розділах, з точки зору кожного персонажа (хоча частково очима Манфреда — і, можливо, Болена), перш ніж він відбувається в реальному часі оповіді. Однак з кожним повторенням події стають сюрреалістичнішими, а сприйняття — галюцинаторнішим. Коли події історії нарешті досягають вирішального моменту, коли Болен пояснює погані новини (чого він дуже боїться після того, як передбачив смертельний результат), він сам цього не відчуває (або, принаймні, не може згадати про це пізніше). Усвідомлення Болена припиняється, коли вони з Дорін приїжджають до будинку Котта, і відновлюється після того, як вони виходять звідти. Він лише знає, що вони з Коттом розійшлися, зовні як друзі (Котт пробачив його), але насправді як вороги.
Під час повторення цього епізоду стає зрозуміло, що Геліоґабал, слуга Котта Блікмана, легко може спілкуватися з Манфредом (переважно за допомогою телепатії). Геліоґабал пояснює, що, з точки зору Манфреда, (земні) люди — це дивні істоти, які живуть у світі роздробленого часу, де вони зникають з одного місця й знову з'являються в іншому, а в іншому випадку рухаються ривками, нескоординовано. Геліоґабал, для Манфреда, рухається плавно й витончено (пізніше ми дізнаємося, що для Манфреда всі блікмени такі).
Під тиском Котта Геліоґабал відкриває, що священна скеля блікменів, «Дірті Ноббі», може бути використана як портал для подорожей у часі, який Манфред зможе відкрити. Котт зосереджує свій інтерес до зміни минулого на двох цілях: помститися Болену і заволодіти горами Рузвельта до того, як це зробить його батько Лео. Геліоґабал попереджає Котта, що нападати на Болена небезпечно, бо він має «водяну відьму». Цікаво, що в другій половині історії доктор Ґлауб все частіше намагається втрутитися на захист Болена, і неясно, чи пов'язано це з «водяною відьмою», маніпуляціями Манфреда з часом, чи доктор Ґлауб просто впадає у власний психотичний зрив). Геліоґабал також пояснює, що Манфред допоможе йому, тільки якщо Котт пообіцяє відправити його назад на Землю, змінивши майбутнє так, щоб він ніколи не опинився в жахливій будівлі AM-WEB.
Котт бере Манфреда на паломництво до «Брудного вузлика» і переносить його в минуле, в той момент, коли він вперше з'являється в романі (виходить із сибаритської лазні, якою керує Спілка). Незабаром він починає повторювати дії, які привели його до зустрічі з Боленом, і водночас стикається з викривленнями сприйняття (по суті, з холодним, темним сприйняттям реальності Манфредом). Він не може дістатися до гір Рузвельта, щоб поставити свій кілок, оскільки закон змушує його йти на допомогу зневодненим блікменам, як він це робив раніше. Там він знову стикається з Боленом, як і раніше, але, намагаючись застрелити його, Котт спочатку отримує отруєну стрілу блікмена. У своєму болю і стражданнях він бажає лише повернутися в початкову часову лінію і присягається відмовитися від помсти.
Котт прокидається в «Брудному вузлику» і розуміє, що йому не вдалося змінити минуле. Вдячний, що повернувся додому, він вирішує відмовитися від своїх планів, покинути Дорін і дозволити Болену жити своїм життям. Він все ще хоче допомогти Манфреду, але Манфред заблукав під час передбачуваної «подорожі в часі» (тобто нічого з того, що Котт зробив у «минулому», не впливає на поточну часову лінію).
Залишаючи Брудного Ноббі, Котт махає «коптеру над головою», думаючи, що це Болен і Дорін. Натомість це Отто Цітте, чий бізнес він раніше знищив. Після самогубства Норберта Штайнера Котт, його найкращий клієнт, вирішив взяти на себе контрабандний бізнес Норберта. Зітте, помічник Норберта, сильно побив його, тож люди Котта знищили сховище контрабандиста та прилеглу власність, залишивши повідомлення про те, що «Арні Котту не подобається те, за що ти виступаєш». Потім Зітте стріляє в Котта, який вважає, що перебуває в іншій спотвореній реальності Манфреда. Болен і Дорін приземляються на власному «коптері» Котта і везуть Котта назад до Льюїстауна. Котт помирає дорогою, до останнього вірячи, що переживає лише чергову галюцинацію. Тим часом Манфред зіткнувся з групою блікменів, які залишають гори ФДР у зв'язку з початком будівництва ООН.
Болен повертається до своєї дружини Сільвії, яку спокусив Зітте під час його торгового туру. Попри те, що обоє зізнаються у зраді (Джек з Дорін, а Сільвія з Зітте), вони вирішують зберегти свій шлюб. По сусідству у Штайнерів стається переполох, і вдова Норберта з криком вибігає в ніч. Увірвавшись до неї, Болен і Сільвія бачать старезного старого в інвалідному візку, обвішаному трубками, у супроводі Блікменів. Болен розуміє, що це майбутній Манфред. Він врятував себе від AM-WEB і тепер повернувся в часі, щоб побачити свою сім'ю і подякувати Болену.
У приглушеній фінальній сцені Болен і його батько шукають у темряві вдову Штайнера з голосами «діловими, компетентними й терплячими», мабуть, маючи намір допомогти Манфреду попрощатися з матір'ю.

## Адаптації

### Фільм
Брайан Олдісс намагався переконати Стенлі Кубрика зняти фільм за романом, але Кубрик не зацікавився, згадуючи: «Стенлі просто відмахнувся від моєї пропозиції. Ніяких обговорень. Не витрачайте час даремно.».
У 2013 році сценарист і режисер Ді Різ планував створити екранізацію «Марсіанського зсуву часу». Хоча врешті-решт вона не завершила фільм, її зусилля познайомили її з Айзою Дік Гекетт, дочкою Діка, і призвели до створення відомого телесеріалу «Електричні сни», заснованого на роботі Діка.

### Аудіокнига
- У 1998 році вийшла аудіокнига «Марсіанський зсув часу» — прочитана Ґровером Ґарднером (можливо, під його псевдонімом Том Паркер), без скорочень, приблизно 9 годин на 6 аудіокасетах.
- Друга нескорочена версія аудіокниги «Марсіанський зсув часу» вийшла 2007 року. Також читав Ґровер Ґарднер, він триває приблизно 9,5 годин на 8 компакт-дисках. Він вийшов під назвами «Марсіанський зсув часу і Золота людина», а також містить прочитання оповідання Діка «Золота людина».

## Критика
«Марсіанський зсув часу» критики сприйняли переважно позитивно: вони хвалять роман за те, що в ньому йдеться про історичне стирання, колоніалізм, імміграцію та психічні захворювання. Сьюзен Вібер стверджує, що колонізація блікменів Марса є метафорою західної колонізації корінних народів. Зусилля громадської школи підтримувати «правильну» версію історії, виправдані в романі бажанням запобігти психічним захворюванням, розглядаються Вібером як спроби стерти маргіналізовані перспективи. Розташування «Марсіанського зсуву часу» у «найближчому майбутньому», культурно схожому на Америку 1960-х років, зміцнює його позицію як сучасного критика. Олена Коріоні стверджує, що «Марсіанський зсув часу» випереджав свій час з точки зору обробки кліматичних змін. Вона зазначає, що можливість людей уникнути наслідків зміни клімату шляхом колонізації Марса стає більш можливою, ніж науковою фантастикою, і що роман є ефективною критикою цієї ідеї. Колоністи витісняють блікменів, які змогли нескінченно довго жити на Марсі, на користь створення зламаної капіталістичної антиутопії, якій судилося знищити клімат Марса так само, як вона знищила клімат Землі.